# Alfred Lewis
Alfred Lewis (Fajãzinha, Ilha das Flores, Açores, 30 de abril de 1922 — Los Banos, Estados Unidos, 10 de junho de 1977) foi um poeta, romancista, jornalista, contista e dramaturgo português que emigrou para os Estados Unidos com apenas 19 anos de idade, relevante por alcançar notoriedade intercontinental com seu romance Home is an Island. 
O percurso de Alfred foi pouco convencional; após concluir os exames de instrução primária, continuou os seus estudos sob a pressão do padre da freguesia. Aos 14 anos já colaborava no jornal Florentino, escrevendo poemas e romances. Nesta altura lhe foi dada a oportunidade de se fixar em Coimbra, mas Alfred não tencionava seguir um percurso universitário, tendo as suas ideias já predefinidas a procura da aventura americana. Em 1922 emigrou para os Estados Unidos em busca de melhores condições financeiras para futuramente retornar a sua terra natal. Com fraco conhecimento da língua inglesa, trabalhou como apanhador de batata doce e ajudante de cozinha nos seus primeiros anos no continente americano. Devido ao seu forte interesse pela leitura de obras literárias norte-americanas, em pouco tempo tornou-se autodidata em inglês. Depois da publicação de um texto sobre sua ilha no Jornal de Notícias (dirigido pelo seu conterrâneo Pedro L. C. Silveira), foi convidado para trabalhar para a Revista Portuguesa. Esse ponto marca sua iniciação no jornalismo português na Califórnia.

## Biografia

### Primeiros anos

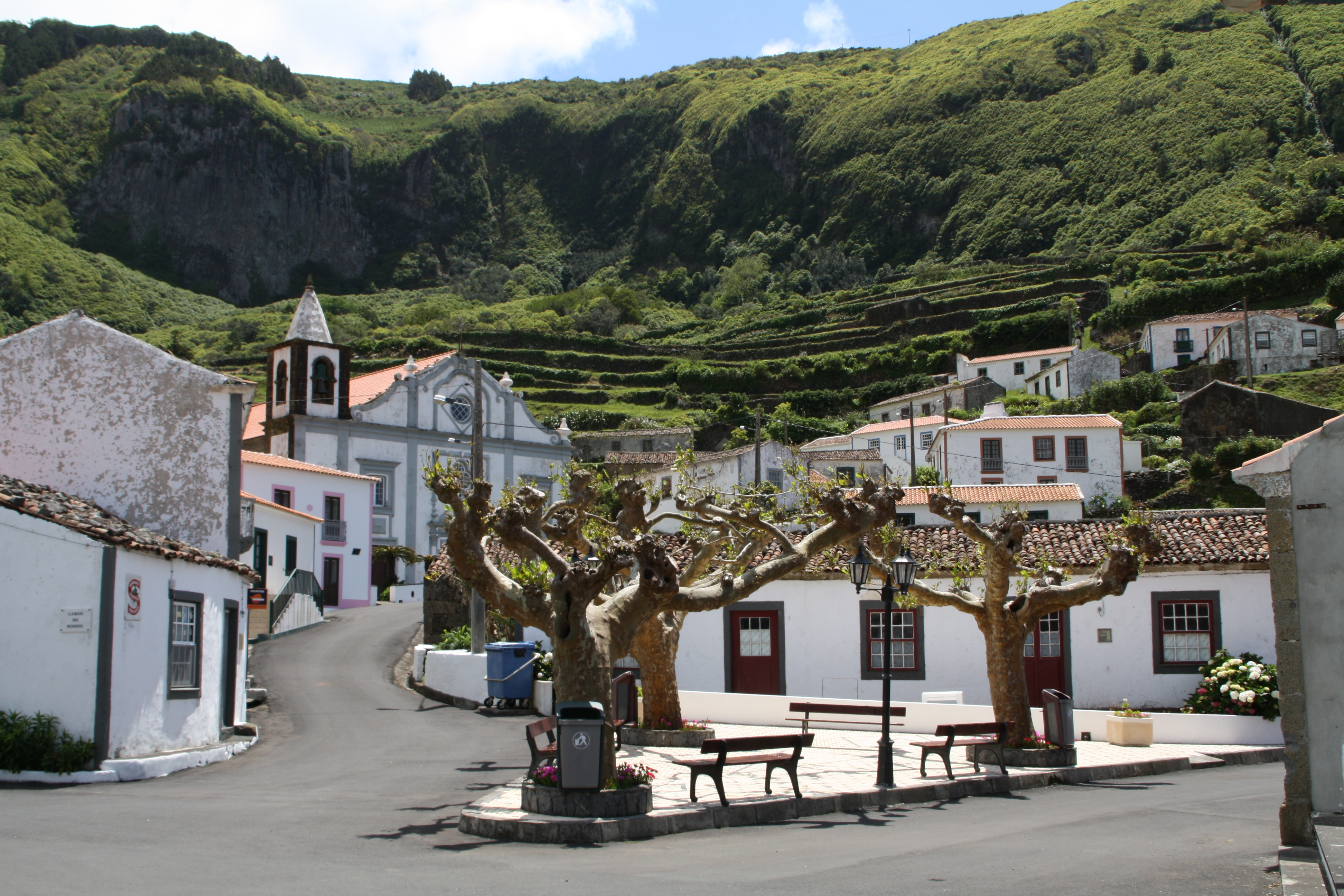
Freguesia de Fajãzinha, nos Açores, onde nasceu Alfred Lewis.

Aos 2 anos de idade teve um problema de saúde que o deixou com o pé direito enfraquecido. Por este motivo, ao longo de sua infância passava a maior parte do tempo sentado, estudando, perdido em seus próprios devaneios. A sua tendência à escrita revelou-se na 4ª classe quando descreveu numa redação a tonalidade do pôr-do-sol de sua freguesia, a Fajãzinha, recebendo elogios do professor. No exame de 2º grau tirou 20 valores, facto que o possibilitou dar explicações para jovens de sua idade ou mais novos, recebendo a alcunha de “Dr. Berlim” entre os vizinhos. Terminando seus estudos escolares, teve a oportunidade de fixar-se em Coimbra, decisão ignorada por ele, já que tinha outra perspetivas em mente. Decidiu então juntar-se ao irmão na América do Norte. Devido a venda de uma relva, os pais conseguiram arcar com os custos de translado até a Califórnia; apesar disso, Alfred lá chegou com apenas 75 centavos americanos e uma passagem de comboio.

### Chegada à Califórnia
Em 1922, ao emigrar para a Califórnia, seu irmão arranjou-o um emprego como apanhador de batatas-doce, e mais tarde, à procura de melhores condições, partiu para São Francisco visando um novo emprego. Lá, começou a trabalhar como ajudante de cozinheiro num restaurante português. O seu desejo pela escrita continuava intenso, foi assim que, depois de ter seu texto publicado pelo jornal local, recebeu um convite para trabalhar na Revista Portuguesa, onde tornou-se aprendiz de tipógrafo. Foi, em seguida, chamado para trabalhar no jornal Lavrador Português. Mais tarde, o jornal acabou e Luís voltou a Atwater, onde empregou-se numa loja. Nessa mesma época, foi diagnosticado com tuberculose e obrigado a entrar num sanatório. Durante esse período, dedicou-se ao aprendizado da língua inglesa. 
Em 1930, Luís conhece uma jovem de ascendência italiana, Rose Cecelia Rimola e casam-se. Fruto desse casamento têm uma filha, Suzanne. No final desta década, estuda na Faculdade de Direito da Universidade da Califórnia, mais tarde, torna-se juiz municipal da cidade de Los Banos. 
Alguns anos depois, em 1951, publicou seu primeiro romance Home is an Island em Nova Iórque e Toronto. Recebeu excelentes críticas até mesmo do conceituado New York Times. 
Em 1975 recebeu o primeiro premio de poesia do Concurso Literário Luso-Americano. Devido a isto, teve seus poemas publicados pela revista da União Portuguesa do Estado da Califórnia.

## Obra
Seu trabalho inclui nove romances, seis peças, aproximadamente duzentos poemas e quarenta e três contos. A sua carreira literária pode ser dividida em dois momentos: o jovem poeta tradicional e o homem maduro a escrever em Inglês e Português. O conteúdo de suas obras reflete constantemente dois principais temas: o saudosismo por ter deixado a sua terra e transportado os resquícios da sua vivência na ilha e a idealização do amor oriundo de uma paixão não correspondida. Nota-se em seus poemas certo tom de angústia amorosa e frustração em relação aos seus anseios não realizáveis. Na América, Alfred percorre os caminhos de Whitman com a obra The American Range of Self Expression. Por outro lado, a mensagem clara, a linguagem simples, quase quotidiana, podem ser facilmente associada a Robert Frost ou Thomas Stearns Eliot. Em uma de suas numerosas cartas revela-se a preferência pelos imagistas franceses, espanhóis, mexicanos e russos (principalmente Pasternak).
Os poemas de Lewis, escritos em inglês e português, foram publicados em revistas e jornais. Uma compilação importante dos seus poemas intitulados de Aguarelas Florentinas e outras poesias foi publicada nos Açores em 1986. Sua notoriedade dá-se igualmente pela menção às suas pequenas histórias pela The Best American Short Stories em 1949 e 1950. 
Durante toda a vida, Lewis escreveu artigos, pequenas histórias e poemas para plataformas de notícias americanas e periódicos relevantes como O Liberdade, O Lavrador Português, Jornal de Notícias  e outros jornais locais nos quais mantinha uma coluna intitulada The Far Corner.

### Home Is an Island
Publicado em 1951 pela editora Random House, foi seu único romance editorado enquanto ainda estava vivo. A obra relata as aventuras e desafíos de um jovem açoriano prestes a imigrar para os Estados Unidos. Este tornou-se um bestseller prestigiado, com resenhas publicadas por jornais renomados como Chicago Sunday Tribune, San Francisco Chronicle e The New York Times Book Review. 

### Sixty Acres and a Barn
Sequência do seu primeiro romance, publicado póstumamente em 2005 pelo Centro de Estudos e Cultura Portugueses  na Universidade de Massachusetts Dartmouth.

### Aguarelas Florentinas e outras poesías
Importante compilação de seus poemas publicada em Angra do Heroísmo, nos Açores, em 1986.